# 中国动画学会
中国动画学会是中华人民共和国动画行业企事业单位、机构和动画（及漫画）工作者组成的全国性社会团体，由国家广播电影电视总局主管，1985年成立。